# Rudistes
Els rudistes van ser un grup d'organismes bivalves fòssils, marins i suspensívors. Van viure des del Juràssic fins al Cretaci, amb una gran diversitat durant el Cretaci superior. Al final d'aquest període es van extingir.
Vivien en plataformes marines carbonatades somes, en climes intertropicals, formant grans bioconstruccions en el mar Tetis i molt interès bioestratigràfic.

## Morfologia
La morfologia que els rudistes van desenvolupar primer va ser la de formes reclinades i equivalves. Durant el Cretaci van evolucionar a formes inequivales, amb una de les valves (la dreta, generalment més gran) fixada al substrat i l'altra (l'esquerra) a la part superior. A partir del Cretaci, la gran majoria dels rudistes eren inequivalves, amb les dues valves unides mitjançant una xarnera del tipus paquidonta (poques dents i de mida gran). La valva dreta tenia una morfologia cònica-tabular i la valva esquerra (lliure) discoidal o en forma de barret xinès. A més, la valva dreta era més gruixuda que la valva esquerra.
Les valves estaven envoltades per una paret constituïda per 3 làmines, les 2 internes són d'aragonita i l'exterior de calcita (més resistent que les d'aragonita). Aquest gruix era a causa de a les condicions de temperatura de l'aigua. Les altes temperatures afavorien la precipitació de calcita (condicionada per la quantitat que hi havia de CO2 dissolt). Alguns estudis que s'han fet dels rudistes mostren que possiblement establien simbiosi amb algues zooxantel·les, les quals afavorien la biomineralització del seu esquelet. Durant el Juràssic vivien recolzats al llarg del substrat, mentre que al Cretaci es trobaven formant bioconstruccions fixes al substrat
Durant el Cretaci superior hi van haver dos grups molt importants i molt diferents entre ells: els hippurítids i els radiolítids.

### Hippurítids
Els hippurítids tenien la valva superior en forma de barret xinès amb 3-4 dents, porus i canals radials des del centre cobrint tota la valva. La valva inferior era massissa, amb el marge exterior arrodonit i el marge interior amb tres lòbuls on s’inserien les dents que es trobaven a la valva superior.A més la valva inferior estava ornamentada formant costelles i en aquesta valva també s’aprecien les línies de creixement de l’individu.

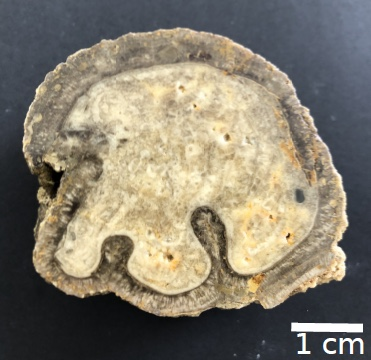
Secció transversal d'un hippurítid

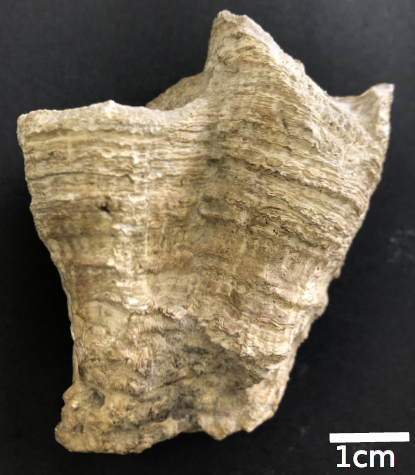
Hippurítid

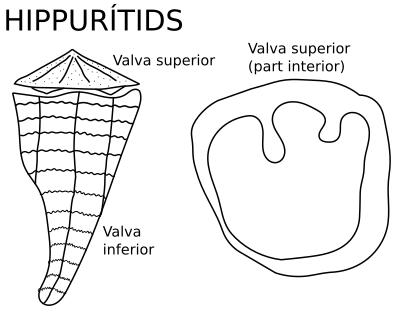
Dibuix de la morfologia d'un hippurítid

### Radiolítids
Els radiolítids tenien la valva superior bastant plana i sense dents, porus ni canals radials, però si que s'observen línies de creixement. La valva inferior era molt gruixuda, porosa i amb una cavitat cilíndrica amb secció rodona. A més, l’ornamentació d’aquesta era radial, amb unes lamel·les molt ben marcades.

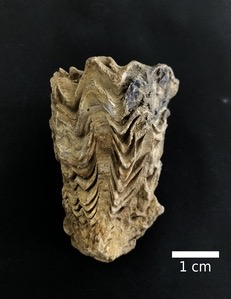
Fotografia radiolítid

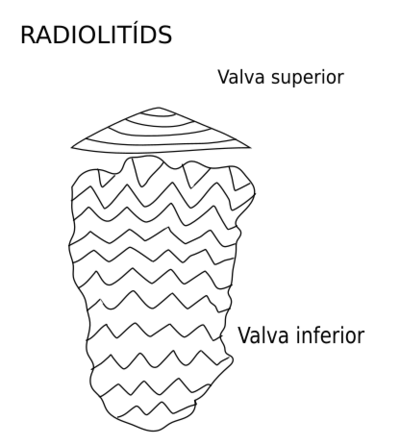
Dibuix de la morfología d'un radiolítid

## Paleobiogeografia

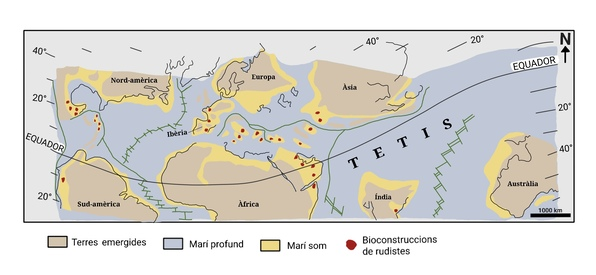
Distribució dels rudistes al mar Tetis (Modificat de Jean Philip, revista Pour la Sciene)

L'extensió biogeogràfica dels rudistes va ser impulsada pel corrent circum-global d'est a oest del mar Tetis. Les fases larvàries eren planctòniques i es van distribuir àmpliament dins d'aquest oceà, generant una elevada diversitat taxonòmica i morfològica.
L'extensió latitudinal de les plataformes carbonatades riques en rudistes sembla no haver superat els 30º tan al nord com al sud. No obstant això, Kauffman en 1998 proposa que en certs períodes de canvis eustàtics els rudistes arriben a ocupar latituds més altes.

## Paleoecologia i evolució
Els rudistes eren organismes epibentònics, en la seva majoria sèssils (vivien fixos al substrat). Podien presentar tant una posició reclinada sobre el substrat com erecta i en aquest cas, la valva inferior podia quedar semienfonsada dins del substrat.
Els rudistes eren bivalves gregaris que podien formar bioconstruccions. Els organismes formadors de bioconstruccions han canviat al llarg del Mesozoic. Durant el Triàsic i Juràssic estaven dominades per algues i esponges, posteriorment a finals del Juràssic dominen els coralls escleractinis. En el Cretaci inferior els coralls i rudistes es troben associats formant bioherms en forma de dom i biostromes de formes tabulars, mentre que en el Cretaci superior els rudistes comencen a dominar i desplacen els coralls, esdevenint els principals bioconstructors del Tetis.

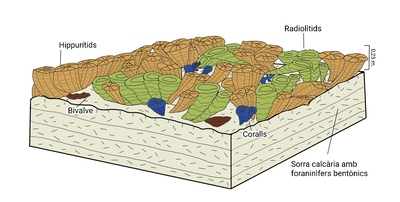
Reconstrucció paleoecològica (Modificat de Jean Philip, revista Pour la Sciene)

Els rudistes van tenir una existència d'uns 80 a 100 milions d'anys. La tendència evolutiva d'aquests organismes es basa principalment en l'augment de la grandària de la closca, una major diferenciació de les valves i una tendència a ser cada vegada més erectes. La seva variació morfològica va augmentar durant el Cretaci inferior a causa de les condicions ambientals favorables. La màxima biodiversitat específica es va assolir en el Cretaci superior, just abans de la seva extinció, que es creu que va ser per causa d’un refredament global, una baixada del nivell del mar o fins i tot per l’impacte d’un meteorit.
Gràcies a la seva àmplia distribució al Mar Tetis els rudistes tenen una gran importància com a marcadors biocronoestratigràfics de les plataformes poc profundes del Cretaci. La seva importància bioestratigràfica rau en el fet que la seva diversitat morfològica i taxonòmica, es va originar en un temps geològic relativament curt. Això ha permès correlacionar les successions estratigràfiques de plataformes carbonatades, del Mar Tetis durant el Cretaci, sobretot el superior.

## Rudistes a Catalunya

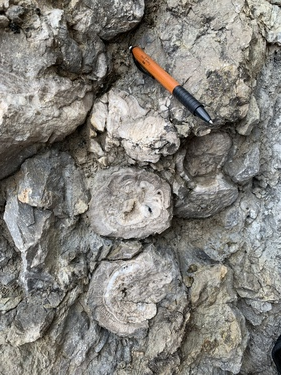
Rudistes en l'aflorament de Gosol

A Catalunya s'hi poden trobar una gran varietat d'espècies de rudistes, sobretot hippurítids i radiolítids. Es troben abundantment al Cretaci superior de les làmines encavalcants de la Unitat Sudpirinenca Central.

### Collades de Basturs
Les Collades de Basturs, a la conca de Tremp, és un aflorament datat del Santonià, amb un contingut variat d'hippurítids i radiolítids que es desenvolupen en un canvi lateral de fàcies més somes a més profundes. En aquesta zona s'han trobat aproximadament una desena d'espècies diferents d'hippurítids i una altra de radiolítids com Hippurites matheroni, Hippurites microstylus i  Hippurites praecessor.

### Sant Martí de Vilanoveta
A la localitat de Sant Martí de Vilanoveta es troba a la Conca de Tremp. L'aflorament consta d'una plataforma carbonatada on hi afloren formacions de rudistes i associacions mixtes de rudistes i coralls amb un nivell de conservació únic. A la base de la plataforma es troben exemplars de grans dimensions, aflorant en materials carbonatats margosos i calcaris. Els individus d'aquest aflorament estàn situats en posició de vida

### Serra de Montsec

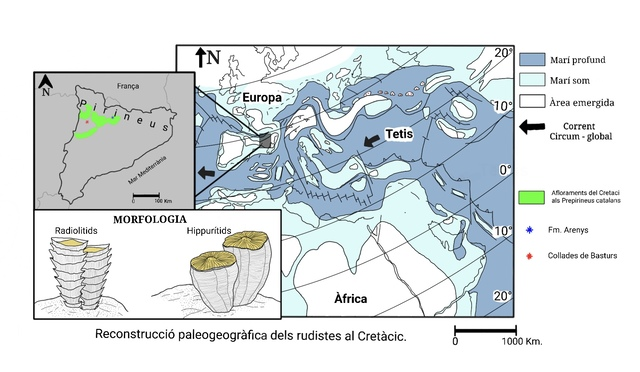
Figura representativa paleogreogràfica de rudistes a Catalunya durant el Cretaci superior. Modificat de Philip et al.(1993) ‘Map of Late Cenomanian paleoenvi-ronments (94-92 Ma)'

A la Serra de Montsec s'hi troben afloraments amb bioconstruccions de rudistes datades del Cenomanià-Santonià (Cretaci superior) en margues noduloses. Hippurites maestrei, Hippurites canaliculatus i Hippurites moulinsi són algunes de les espècies més significatives que s'hi troben.

### Gósol
La localitat de Gósol, propera a Guixers (Conca de Vallcebre), conté un aflorament únic d'un biostroma fòssil d'hippurítids, on trobem exemplars en posició de vida. Estàn datats del Campanià (final del Cretaci superior), en successions marínes de materials carbonatats.
Dins el conjunt d'hippurítids de Catalunya hi destaquem Hippurites castroii, que és una espècie endèmica de les conques sud-pirinenques. Aquesta espècie es pot trobar formant grups o exemplars solitaris. En concret la trobem a Isona, intercalada en nivells marins dins la formació Areny (Campanià), i les fàcies del Garumnià Gris (Maastrichtià).

## Curiositats

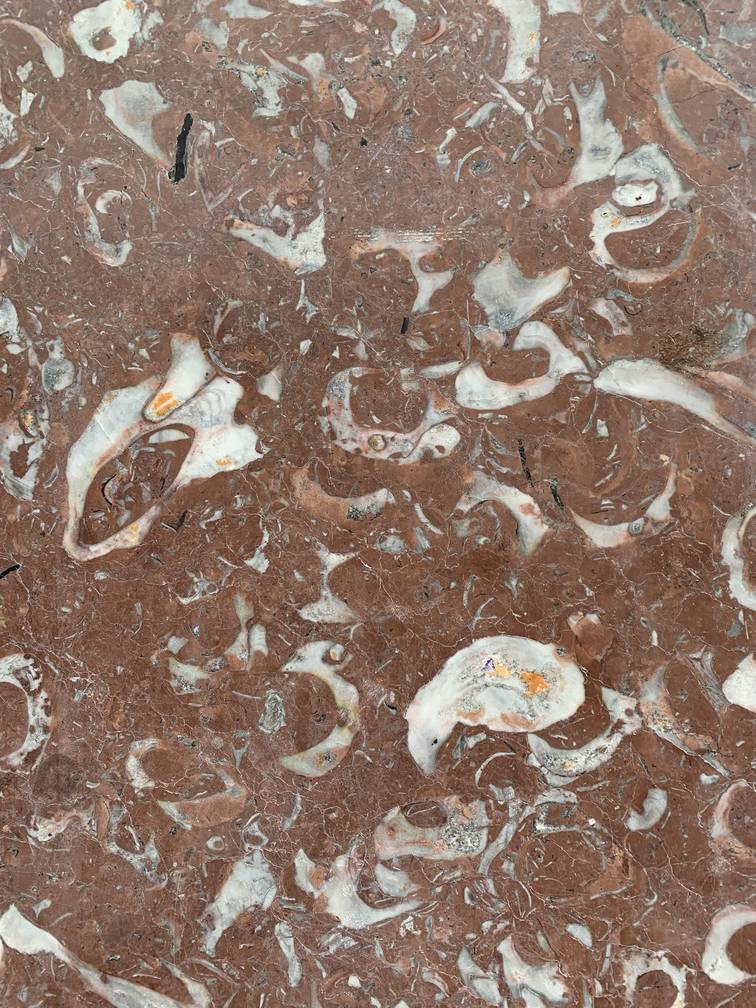
Paret ornamental de rudistes

En molts edificis s'utilitzen roques ornamentals que contenen fòssils de rudistes per la construcció de parets i d'altres als edificis.

## Taxonomia
L'ordre Hippuritida inclou 253 espècies repartides en dos subordres i 15 famílies:
Subordre Hippuritidina †
- Família Antillocaprinidae Mac Gillavry, 1937†
- Família Caprinidae d'Orbigny, 1847†
- Família Caprinulidae Yanin, 1990†
- Família Caprinuloideidae Damestoy, 1971†
- Família Caprotinidae Gray, 1848†
- Família Diceratidae Dall, 1895†
- Família Hippuritidae Gray, 1848†
- Família Ichthyosarcolitidae Douvillé, 1887†
- Família Monopleuridae Munier-Chalmas, 1873†
- Família Plagioptychidae Douvillé, 1888†
- Família Polyconitidae Mac Gillavry, 1937†
- Família Radiolitidae d'Orbigny, 1847†
- Família Trechmannellidae Cox, 1934†

Subordre Requieniidina †
- Família Epidiceratidae Rengarten, 1950†
- Família Requieniidae Kutassy, 1934†